# Миастеничен синдром
При миастеничният синдроми се наблюдава анормална трансмисия в нервно-мускулните синапси която води до слабост и умора на скелетните мускули. Някои от тези синдроми засягат ацетилхолинестеразата, която разгражда ацетилхолина в синаптичната цепнатина; други възникват от автоимунна атака на ацетилхолиновите рецептори.